# Quatrocentão

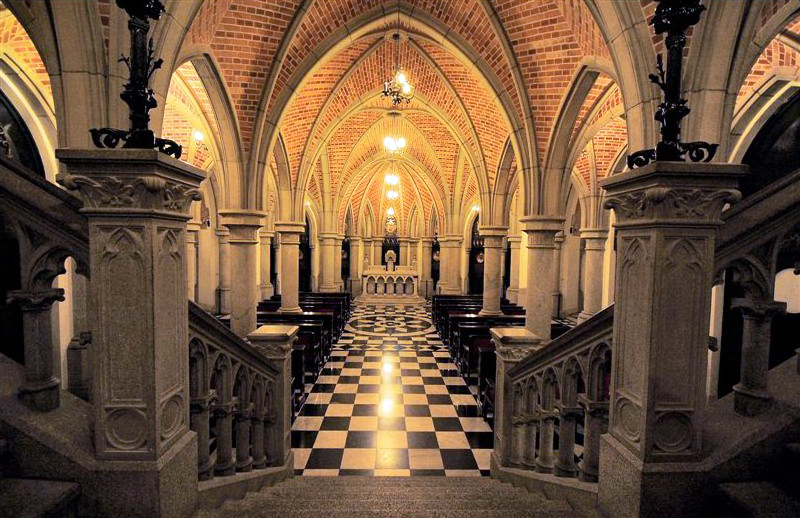
Cripta da Catedral da Sé de São Paulo, local onde se encontram os restos mortais do cacique Tibiriçá, antepassado de muitos quatrocentões.

Quatrocentão (feminino: quatrocentona) é um termo cunhado em meados do século XX relativo à comemoração dos quatrocentos anos de fundação da cidade de São Paulo, Brasil, em 25 de janeiro de 1954, o Quarto Centenário.  Designou a elite paulista tradicional, ou seja, a aristocracia e oligarquia paulista. A maioria das famílias quatrocentonas têm origem portuguesa, entre algumas famílias de origem espanhola, francesa, flamenga e inglesa também. O termo quatrocentão designa os chamados paulistas de quatrocentos anos. No passado, os quatrocentões eram referidos como "primeiros povoadores" e "nobreza da terra".

## A origem

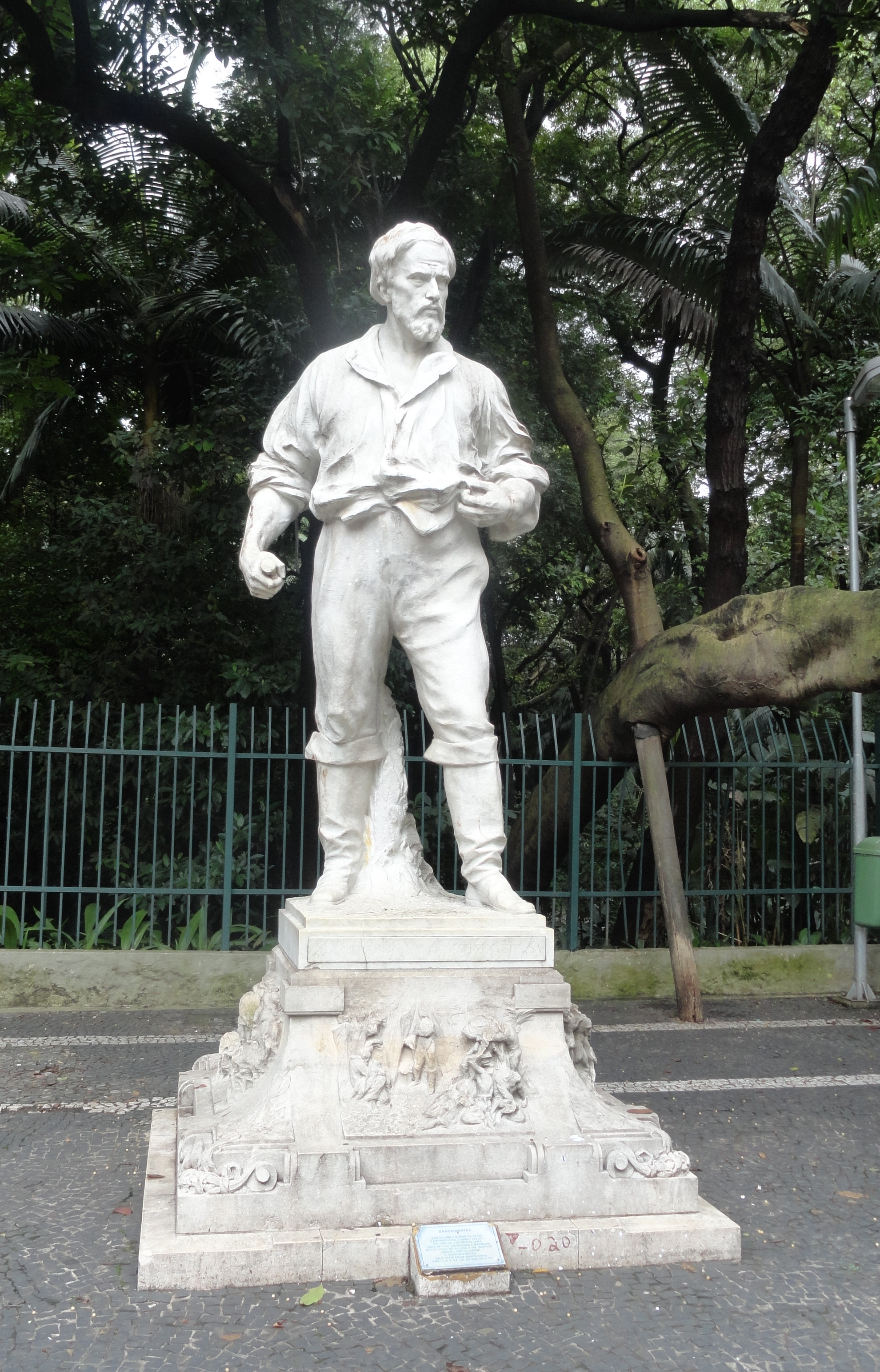
Estátua de Bartolomeu Bueno da Silva, o Anhanguera.

O termo "família quatrocentona" foi cunhado em 1932 pelo jurista e escritor José de Alcântara Machado de Oliveira, referindo-se, segundo Lima & Motomura,  "às famílias que chegaram na época da fundação da vila e resistiram fortes e significativas pela história de São Paulo". Designa as antigas e tradicionais famílias de São Paulo, descendentes dos primeiros colonizadores e bandeirantes, distinguindo-as dos chamados novos-ricos, descendentes de imigrantes de diversas nacionalidades, relativamente recém-chegados (pois chegaram em fins do Império do Brasil (1822-1889), que ensaiavam formar uma nova categoria social. Muitos quatrocentões são descendentes do português João Ramalho (1493-1580), que casou-se com a índia Bartira, filha do poderoso cacique Martim Afonso Tibiriçá, o primeiro índio a ser catequizado pelo padre José de Anchieta, sendo Tibiriçá o cacique dos guaianases, que dominavam a região de São Paulo juntamente com os tupis e os carijós, sendo estes últimos chefiados por um irmão do cacique Tibiriçá, o cacique Piquerobi; e do também português António Rodrigues (1465), que casou-se com uma filha do cacique Piquerobi; ou do Caramuru ou do Adão Pernambucano. 
A miscigenação entre portugueses e indígenas aconteceu desde o início do Brasil Colônia (1530-1815). Em 4 de abril de 1755, D. José I, Rei de Portugal, e, portanto, soberano das colônias do ultramar português, assinou um decreto real autorizando o casamento de portugueses com índias, porém, desde a fundação de São Paulo, João Ramalho já estabelecera larga descendência com diversas índias, especialmente com Bartira, cujos descendentes se entrelaçaram com as primeiras famílias de elite habitantes de São Paulo.
Apesar da globalização e cosmopolitismo, o quatrocentão permanece como lembrança dos bandeirantes e povoadores pioneiros, especialmente os descendentes de Bartira e João Ramalho, com descendência provada através de livros de assentos de batismos e de casamentos paroquiais de São Paulo guardados no arquivo da Cúria da Arquidiocese de São Paulo, de inventários e testamentos depositados no Arquivo Público do Estado de São Paulo e dos livros de genealogia, especialmente os de Pedro Taques de Almeida Paes Leme e os de Luís Gonzaga da Silva Leme, e suas atualizações feitas por Marta Maria Amato. Os paulistas quatrocentões residentes na cidade de São Paulo mantiveram o costume de enterrar seus mortos em jazigos de suas famílias, do Cemitério da Consolação, utilizando-se abundantemente de arte tumular.

### Famílias
Cornélio Pires, em seu livro Conversas ao Pé do Fogo, sugere que alguns dos descendentes dos "primeiros povoadores, fidalgos ou nobres empobrecidos" com indígenas, como alguns dos descendentes de João Ramalho com Bartira, descendentes estes que em vez de viverem como europeus permaneceram como indígenas - os chamados caboclos -, também se orgulhavam da sua ascendência: "Se o caipira branco diz: "Eu sou da família Amaral, Arruda, Campos, Pires, Ferraz, Almeida, Vaz, Barros, Lopes de Sousa, Botelho, Toledo", ou outra, dizem os caboclos: "Eu sou da raça, de tal gente!".

## Papel histórico

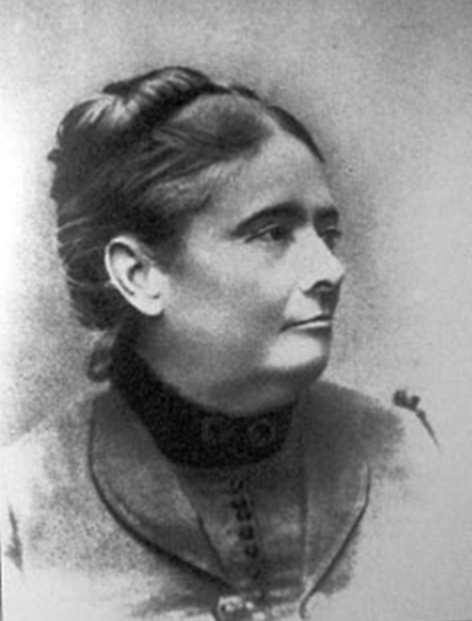
Veridiana da Silva Prado, filha do Barão de Iguape e destacada integrante da elite cafeeira. Por via da sua bisavó Maria Leme Prado, esposa do seu bisavô Martinho da Silva Prado, ela era descendente de João do Prado, aristocrata que veio nas caravelas com Martim Afonso de Sousa, chegando no Brasil em 1531.

Os quatrocentões são os descendentes dos bandeirantes e dos colonizadores pioneiros, fundadores de São Vicente (em 1532), de São Paulo (em 1554) e demais vilas quinhentistas paulistas, e que sentaram poderosas raízes econômicas e sociais. Constituindo-se nos grandes responsáveis pelo desenvolvimento social, econômico, urbano e cultural dessas cidades e de outras tantas do estado de São Paulo, por mais de trezentos anos, desde a fundação das primeiras cidades, no século XVI. Os bandeirantes e os povoadores pioneiros - ancestrais dos quatrocentões -, foram os grandes responsáveis pela expansão do Império Português na América do Sul. Também foram os descobridores do ouro em Minas Gerais, Goiás e Mato Grosso, sendo os grandes responsáveis pelo chamado ciclo do ouro do Brasil, que durou todo o século XVII e quase todo o século XVIII. Por séculos, desde quase o descobrimento do Brasil, eles desbravaram o atual território brasileiro de norte a sul, de leste a oeste, em busca de metais preciosos (especialmente ouro e prata), pedras preciosas e indígenas para escravização; fundando diversas cidades por onde passavam. Contribuíram, em grande parte, para a expansão territorial do Brasil além dos limites impostos pelo Tratado de Tordesilhas, ocupando os territórios adentrados.
Várias famílias mais tarde deram origem aos chamados barões do café, os grandes cafeicultores, e também a detentores dos títulos nobiliárquicos de barão (baronesa), visconde (viscondessa), conde (condessa), marquês (marquesa), da nobreza do Império do Brasil.
Muitos, também, por muito tempo dominaram o sistema bancário do estado de São Paulo e do Brasil. Por sua vez, as famílias tradicionais paulistas tiveram seu apogeu político nacional durante a República Velha (1889-1930), com a política do Café com Leite (São Paulo/Minas Gerais (1898-1930), período em que se alternaram políticos do Partido Republicano Paulista e do Partido Republicano Mineiro na Presidência da República. No entanto, muitos quatrocentões se posicionam e se posicionavam a favor da monarquia constitucional vigente durante o Império do Brasil (1822-1889), tendo algumas famílias quatrocentonas, quando do exílio da família imperial, enviado muitas cartas a Dom Pedro II, imperador do Brasil, e a demais membros da família imperial brasileira.
Até hoje alguns quatrocentões têm um papel importante no desenvolvimento do estado de São Paulo e do Brasil. No entanto, desde a depressão de 1929, quando muitos deles perderam suas fortunas, e o período posterior à Revolução de 1932, quando os mesmos perderam muito poder político, as famílias quatrocentonas decaíram apenas do ponto de vista econômico e político, sem nunca, todavia, deixarem de ser a elite paulista tradicional.
A maioria, entretanto, hoje em dia tem poder aquisitivo de classe média alta. Tendo aqueles que preservam suas fortunas, como os Vilelas (que descendem dos Sousa Aranha) e os Setúbal, do banco Itaú, os Simonsen e os Silveira Mello, entre outros. Com o tempo, diversos quatrocentões casaram-se com descendentes de imigrantes italianos, alemães, franceses, polacos e libaneses que teriam imigrado para São Paulo em fins do Império brasileiro (1822-1889) em busca de melhores condições de vida, ainda que de início tenha havido muita rejeição entre os quatrocentões "puros" para com estes imigrantes outrora pobres, muitos dos quais vieram por contrato para trabalharem como colonos das fazendas, carentes de mão de obra após a abolição da escravatura (1888).

## Os quatrocentões e os imigrantes
A condição de quatrocentão se opõe à dos novos ricos, burgueses descendentes de imigrantes inicialmente pobres, alguns dos quais também bem sucedidos nos negócios a partir dos anos 1880 mais ou menos, como o terceiro rei do café, o prussiano Francisco Schmidt (1850-1924), e o quinto rei do café, o italiano Geremia Lunardelli (1885-1962).
A elite paulista e paulistana tradicional inicialmente tentou singularizar-se, separando-se dos imigrantes através de escolas e clubes destinados àqueles que, anos mais tarde, teriam seus descendentes classificados como quatrocentões. A despeito do seu esforço, essa chamada elite paulista e paulistana tradicional acabou por miscigenar-se aos imigrantes.
No início do século XX, tinham o Club Athletico Paulistano, o Jockey Club de São Paulo, a Sociedade Hípica Paulista, o Automóvel Clube de São Paulo e o Velódromo de São Paulo. Aos poucos os estrangeiros começaram a ser recebidos, embora com reservas, nesses clubes fechados, frequentados exclusivamente pelas antigas e tradicionais famílias de São Paulo.
Mas os imigrantes criaram seus próprios clubes, como o Germânia (atual Esporte Clube Pinheiros) dos alemães; o Palestra Itália (atual Palmeiras) e o Juventus dos italianos; o Corinthians dos imigrantes e estrangeiros em geral (não importando a sua origem), e o São Paulo Athletic Club e o Nacional dos ingleses. Durante a Segunda Guerra Mundial (1939-1945), o Germânia e o Palestra Itália se viram forçados a mudar seus nomes.
O grande número de imigrantes na capital paulista assustava o homem do interior, incluindo o caipira. Cornélio Pires recolheu, em seu livro Sambas e Cateretês, uma modinha, de 1911, de Dino Cipriano, que descreve a impressão que o homem do interior tinha da capital paulista:
Só úa coisa aquí in S. Pólo
que eu já ponhei in reparo:
que só se vê é estrangero!
Brasilêro é muito raro!
Segundo Raimundo Faoro, em seu livro Os donos do poder, no início do século XX, muitos dos novos-ricos, habitantes da cidade de São Paulo, principalmente os de origem italiana, tinham sido colonos nas grandes fazendas de café dos quatrocentões. Outros, de origem árabe, trabalhavam na incipiente indústria e no comércio.
A peça teatral Os ossos do barão, de Jorge Andrade, ele mesmo amargurado por ser afetado pessoalmente pela queda financeira familiar, retrata os conflitos do período em que a miscigenação se inicia. A ação se passa no momento em que as famílias tradicionais paulistas são afetadas pela queda da Bolsa de Nova York, em 1929, que derrubou os preços do café. Os fazendeiros paulistas, chamados barões do café - nem sempre tendo o título legítimo de barão -, não encontrando compradores para sua produção, empobrecidos, veem-se obrigados a vender algumas de suas fazendas. Em muitos casos, elas foram compradas por antigos empregados. Na peça de Jorge Andrade, a filha de um fazendeiro casa-se com um filho de colonos italianos, ex-empregados de seu pai. O rapaz, apesar de ter estudado e obtido um diploma de "doutor", não tinha pedigree e só consegue ser recebido pela alta sociedade através do casamento com moça das famílias quatrocentonas, que aceitava o consórcio para dourar o brasão.
Os conflitos gerados pela gradual miscigenação entre parte da aristocracia paulistana antiga e a emergente classe dos descendentes de italianos foram mostrados também pelo dramaturgo e contista Antônio de Alcântara Machado, um quatrocentão, que na obra Brás, Bexiga e Barra Funda, "uma coletânea de contos publicada em 1928, trata do quotidiano dos imigrantes italianos e de seus descendentes na cidade", mostrando "as impressões duma São Paulo imersa na experiência da imigração de pobres sem qualificação que então vinha modificando os trejeitos da cidade".
Há muitos exemplos reais de casos, como o de Yolanda Penteado, de tradicional família paulistana, desquitada de um rapaz da tradicional família Silva Telles, e não havendo divórcio em sua época, se uniu a Ciccilo Matarazzo, romance este retratado com certa liberdade, do ponto vista histórico, na minissérie Um só Coração, de Maria Adelaide Amaral, exibida na TV Globo.
Outro exemplo é o de Fábio da Silva Prado, aristocrata paulistano da tradicional família Silva Prado, que se casou com Renata Crespi, filha do conde Rodolfo Crespi - imigrante italiano que faria uma imensa fortuna no Brasil -, dono da maior tecelagem de São Paulo, o Cotonifício Crespi, numa época em que os tradicionais paulistas só se casavam com moças de tradicionais famílias brasileiras, especialmente de tradicionais famílias paulistas - muitas dessas famílias aparentadas entre si.
Vê-se, portanto, que a eventual fortuna de um imigrante não transformava seus filhos automaticamente em bons partidos, do ponto de vista dos patriarcas tradicionais de São Paulo. Pelo contrário, os jovens tinham que enfrentar suas famílias, para conseguir unir-se em casamentos, sendo recebidos com reservas.
Assim como os Crespi, também o conde Francesco Matarazzo, imigrante italiano que chegou ao Brasil em 1881, construiu um império industrial - o maior complexo industrial da América Latina do início do século XX - e, por algumas décadas, na cidade de São Paulo, a palavra "matarazzo" era usada como sinônimo de milionário. Muitas outras famílias de imigrantes, aos poucos, mesclaram-se à alta sociedade tradicional. A interação social ente alguns quatrocentões e os imigrantes se dava nas matinês do Cine República, nos chás da tarde da Confeitaria Vienense e nos passeios pela recém-inaugurada Avenida Paulista.  Um exemplo da integração dos Matarazzo com outros imigrantes e com famílias de tradição é Eduardo Matarazzo Suplicy, que descende de Maria Leme do Prado e Tomé Rodrigues Nogueira do Ó, tronco dos Nogueira do Sul de Minas Gerais, de cuja família pertencem Pedro Calmon, Oswald de Andrade, Roberto Simonsen e o marquês de Baependi; e que se casou com Marta Teresa Smith de Vasconcellos - mais conhecida como Marta Suplicy -, neta dos barões de Vasconcellos, e bisneta do conde Alessandro Siciliano.
Perpetuando a lembrança dos tradicionais, as ruas da cidade foram batizadas com os nomes de paulistas ilustres. Mas hoje, ao lado dos sobrenomes tradicionais, como Cerqueira César, Macedo e Duarte, veem-se ruas com nomes italianos, árabes e japoneses. No bairro do Morumbi, por exemplo, ao lado da avenida Dona Maria Mesquita da Motta e Silva e das ruas Ribeiro Lisboa e Silveira Sampaio, ficam as ruas Dr. Chibata Miyakoshi e Oagy Kalile. Na mesma região encontram-se as ruas Dr. José Gustavo Busch (de origem inglesa) e brigadeiro Armando Trompowsky, filho de uma imigrante polonesa.
Mesmo consequência da globalização e sinal do cosmopolitismo da metrópole paulista, o termo quatrocentão mantém seu significado de cidadão pertencente à família antiga, rica, poderosa, ilustre e tradicional. Por outro lado, nem todos os quatrocentões, descendentes das famílias que nos séculos XVI, XVII, XVIII, XIX e início do século XX, detinham o poder político e econômico, podem ser considerados, hoje, como membros da chamada elite econômica e política, já que muitas dessas famílias decaíram do ponto de vista do poder econômico e político.

## Imagem, autoimagem e mitologias
Durante muito tempo os paulistas não gozaram de uma reputação lisonjeira. Desde o século XVII diversos relatos foram produzidos por viajantes, religiosos e oficiais do governo mostrando o povo paulista como semisselvagem, dado a vícios, libertinagem e maus costumes, com tendência à rebeldia e insubmissão ao governo, orgulhosos, traiçoeiros, interesseiros e independentes demais para serem considerados súditos bons e leais. Alguns exemplos são ilustrativos: Dom Luís de Céspede Xería disse que eram inclinados ao latrocínio e levavam uma vida infame e indigna de cristãos; o jesuíta Justo Mansilla escreveu ao Geral da Companhia de Jesus acusando os moradores de São Paulo como "gente desalmada e orgulhosa que não faz caso nem das leis do rei nem de Deus"; Antonio Ruiz de Montoya os retratou como "tigres raivosos", "bestiais", inimigos da evangelização dos índios e interessados apenas em escravizá-los; o governador do Brasil Antônio Luís Gonçalves da Câmara Coutinho escreveu ao rei mostrando-os como rebeldes e incapazes de prestarem bom serviço, pois "nenhuma ordem do governo geral guardam, nem as leis de Vossa Majestade"; o governador do Rio de Janeiro, Antônio Paes de Sande, disse que só serviam bem se seu interesse próprio também fosse servido, pois "nunca serviam a seu rei nem ao bem público pela obrigação de súditos", e Sebastião da Rocha Pita alegou que viviam somente pela lei do seu arbítrio. A Guerra dos Emboabas veio a manchar ainda mais sua reputação, e ao longo do século XVIII essa imagem negativa ainda foi predominante, reforçada por dois influentes tratados históricos, escritos pelo jesuíta francês Pierre-François-Xavier Charlevoix e pelo beneditino francês Joseph Vaissète, que se basearam muito na obra de Montoya.
Contudo, no que todos cronistas concordavam era em seu grande valor como exploradores e guerreiros. Mantendo íntima convivência com os indígenas desde sempre, adquiriram um amplo conhecimento do território e das maneiras de sobreviver na mata e nos sertões, e de fato muitas vezes foram requisitados pelo governo para várias batalhas, recebendo benesses e honrarias em reconhecimento.
Em fins do século XVII alguns documentos já referem a importância das bandeiras para a conquista do sertão, de certa forma legitimando-as. Mas só em fins do século XVIII, com a formação de uma elite ilustrada em São Paulo, é que iniciou um processo de reversão sistemática da imagem depreciativa que havia sido tão repisada até então, especialmente através dos importantes escritos de frei Gaspar da Madre de Deus e Pedro Taques de Almeida Paes Leme, ambos descendentes de antigas famílias de São Paulo. Frei Gaspar foi autor das Memórias para a História da Capitania de São Vicente (1797), onde procurou construir uma imagem honrosa para a civilização paulista, e acusou seus detratores, especialmente Charlevoix e Vaissète, de trabalharem com informações falsas ou duvidosas. De caçadores de índios selvagens e violentos, frei Gaspar mostra os bandeirantes como os bravos e leais conquistadores responsáveis pelo alargamento das fronteiras nacionais, cuja grandeza de realizações redimiria seus eventuais pecados.
Já seu primo Pedro Taques foi autor da Nobiliarquia paulistana histórica e genealógica (1772), em que também desacreditou os relatos dos religiosos franceses, mas, ao contrário de frei Gaspar, que reconheceu a miscigenação, Taques minimizou muito a miscigenação com os indígenas e se preocupou em dar aos primeiros colonizadores uma origem castiça e nobre. Para a historiadora Kátia Abud, Gaspar e Taques escreveram imbuídos do "orgulho de casta", ou seja, estavam à "procura das provas de ascendência ilustre para a classe dominante", ameaçada como estava por um grande grupo de recém-chegados que incluía tropeiros e comerciantes, numa sociedade cada vez mais mercantilizada. Porém, nem tudo era uma encenação e retórica, pois frei Gaspar pesquisou muitos arquivos e se baseou em muitos documentos até então inéditos que colaboraram para emprestar uma imagem mais positiva para os paulistas.

Brasão de armas da cidade de São Paulo, com referência aos bandeirantes e à riqueza produzida pelo café no século XIX e início do século XX.

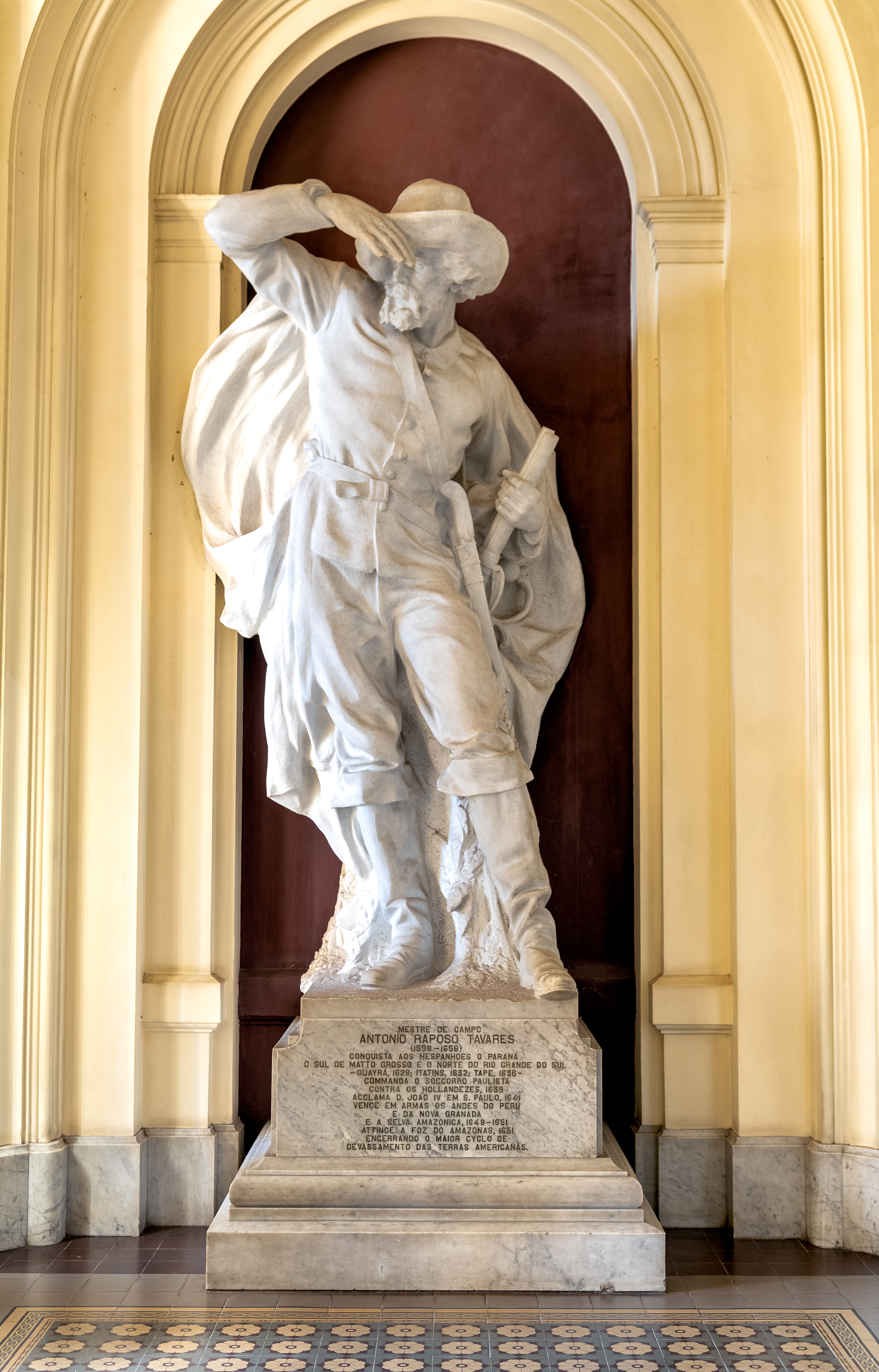
Estátua do bandeirante Raposo Tavares no Museu Paulista.

Várias obras genealógicas foram produzidas no século XIX, especialmente depois da criação do Instituto Histórico e Geográfico Brasileiro, e vários trabalhos foram publicados no seu âmbito enaltecendo a figura do bandeirante como símbolo do povo paulista e transformando-o em um gigante, processo fortalecido na década de 1890 com a criação do Instituto Histórico e Geográfico de São Paulo (IHGSP). Segundo Paulo César Marins, "romances, artigos em jornais e na revista do IHGSP, livros de história, monumentos escultóricos públicos e pinturas históricas foram os maiores responsáveis pela disseminação de uma visão positiva dos bandeirantes". O próprio perfil urbano se transformava, suprimindo-se as edificações simples dos primeiros tempos coloniais em troca de edificações majestosas, pois constituíam, segundo Paulo César Garcez Marins, "testemunho inegável – e incômodo – da precariedade material da capitania e da província paulista", readequando a cidade "ao triunfo dos fazendeiros e políticos republicanos, que guardavam muito pouco do cotidiano tosco, semi-isolado e sertanejo de seus ancestrais quinhentistas, seiscentistas e setecentistas". Para Luís Soares de Camargo, "o contexto histórico é fácil de ser entendido: São Paulo despontava como a grande potência econômica, mas faltava-lhe uma base historiográfica que desse uma base a esse novo papel do povo paulista. Faltava um 'herói' para dar mais consistência a uma tese de que desde o passado São Paulo já estava à frente das demais capitanias. Assim, alguns historiadores deram início a esse processo de glorificação do passado paulista e a figura que mais se adequava era a dos sertanistas. Forte, corajoso, guerreiro". Na análise de Gonçalves & Coelho, "o bandeirante ao mesmo tempo em que era uma figura capaz de unir todos os setores da sociedade e assim construir uma identidade histórica homogênea, também tinha a função de separar as antigas famílias paulistas de um grupo de imigrantes que acabara de chegar. O mesmo  bandeirante acionado para unir a população, permitia a distinção de um grupo de pessoas que se consideravam descendentes dos fundadores da cidade de São Paulo".
Essa visão magnificada do bandeirante e sua transformação em símbolo de todo o povo, concentrada nos trabalhos do IHGSP, foi muito incentivada por Washington Luís, prefeito da capital, governador do estado e depois presidente do Brasil, e através de sua influência muitas publicações foram editadas e a imagem do bandeirante se tornou mais popular. O orgulho das famílias pioneiras foi renovado com a publicação da obra Genealogia Paulistana (1903-1905), de Luís Gonzaga da Silva Leme, uma revisão muito expandida da obra de Pedro Taques, enfatizando a ascendência indígena de grande parte das famílias mais distintas do tempo do bandeirismo e dos grandes cafeicultores, estabelecendo elos entre os antigos sertanistas e as elites emergentes do café. Durante a Revolução de 1932 foram impressas cédulas que levavam as efígies dos bandeirantes e outros símbolos paulistas. Por ocasião das grandiosas comemorações do Quarto Centenário, em 1954, a glorificação do bandeirante e das famílias quatrocentonas estava em seu auge, foram reeditadas obras que falavam da antiga Vila de São Paulo de Piratininga e foram lançadas obras inéditas. No entanto, neste momento já ficava claro que outros atores sociais, de diferentes origens, haviam dado contribuições valiosas para o crescimento da cidade e do estado, especialmente os imigrantes, dando margem a uma disputa pela memória a ser construída.
Entre as principais obras que retratavam os bandeirantes na primeira parte do século XX, encontram-se São Paulo nos primeiros anos, São Paulo no século XVI, São Paulo seiscentista e História Geral das Bandeiras Paulistas, em 11 volumes, de Afonso d'Escragnolle Taunay, que desempenhou um papel central na consagração dos quatrocentões, tanto pelas suas publicações, onde recuperou os escritos de frei Gaspar e Pedro Taques, dando-lhes grande crédito, quanto pela sua atividade como diretor do Museu Paulista entre 1917 e 1945, onde privilegiou um vigoroso, apologético e de certa forma anacrônico discurso em torno dos bandeirantes, que envolveu a produção de iconografia e estatuária. Segundo Alberto Schneider, ao reeditar Gaspar e Taques e tomá-los como referências fundamentais na reconstrução da imagem do bandeirante, Taunay lançou as bases da moderna mitologia que ainda cerca os pioneiros. Para Marcelo Bogaciovas, seu trabalho representou "o ápice da mitificação do bandeirantismo". Essa ideologia penetrou nos livros didáticos produzidos na época, gerando uma persistente imagem pública identificando o bandeirante com o paulista e exaltando sua mitologia heroica como um indicativo de sua liderança na formação da sociedade brasileira, muitas vezes esquecendo ou minimizando suas ações violentas e destrutivas.
Outras obras relevantes foram No tempo dos bandeirantes, de Belmonte; O Bandeirismo Paulista e o Recuo do Meridiano e Raça de Gigantes - A Civilização no Planalto Paulista, de Alfredo Ellis Júnior, autor que se preocupou em defender a diferenciação dos paulistas com base em uma teoria de superioridade racial. Também pode ser citada a obra São Paulo na Federação (1924), de Sousa Lobo, exemplo típico da mitificação das origens dos paulistas, onde o autor declara que "quem compulsa as memórias, os assentamentos, os arquivos em suma, dos tempos coloniais e tudo o que sobre nobiliarquia escreveram os autores brasileiros e portugueses dessa época, chega, ao conhecimento de que o substrato da colonização de São Paulo proveio da melhor nobreza de Leão e Castela, de Portugal e dos Países Baixos".
Porém, com Vida e morte do bandeirante (1929), de José de Alcântara Machado, autor do termo "quatrocentão", baseada em uma extensa pesquisa documental, começa a ser definida uma outra visão sobre as origens do povoamento, desfazendo o mito de que a grande maioria das famílias pioneiras descendia das grandes famílias nobres de Portugal. Segundo o autor, o capital presente nos primeiros tempos era muito pequeno, e entre os seus povoadores "não há representantes das grandes casas peninsulares, nem da burguesia endinheirada. Mas, se migraram para província tão áspera e distante, é exatamente porque a sorte lhes foi madrasta na terra natal. Outros, a imensa maioria, são homens do campo, [...] artífices aventureiros de toda a casta". Isso não anula o fato de que se no início foram pobres, em pouco tempo formou-se uma elite empoderada e orgulhosa de suas conquistas, cuja riqueza se media mais pela quantidade de índios que conseguia mobilizar para suas milícias.
Se não tinham títulos quando chegaram, muitos viriam adquirí-los mais tarde, decorrentes do seu prestígio como lideranças locais, do seu enriquecimento ou em virtude de serviços prestados ao monarca, quando as narrativas sobre origens mais ilustres do que de fato eram começam a se tornar recorrentes, parte do processo de fechamento da elite e sua estruturação como uma aristocracia, que chegou ao seu auge no século XIX, na época dourada dos "barões do café". Segundo Marcelo Bogaciovas:
| “ | Já não é de hoje que, entre os eruditos da ciência genealógica do Brasil e de Portugal, causa espécie a propalada nobreza de sua gente, exaltada nas obras de Pedro Taques de Almeida Paes Leme, escrita por 1750-1770 e de Luís Gonzaga da Silva Leme, publicada de 1903 a 1905, e de outras que se lhes seguiram. É que os troncos das famílias estudadas, primitivos povoadores de São Paulo, vêm descritos como originários da aristocracia portuguesa. A não contestação dessas fantasiosas ascendências, por várias décadas, transformou-as em genealogias aparentemente sólidas e 'bem documentadas'. Entre a verdade coligida pelos documentos e o imaginário de uma sociedade que se presumia nobre, há fraudes genealógicas e provanças mal justificadas. | ” |

| “ | Mostrar que o sangue paulista não é tão azul quanto se diz não diminui a qualidade de sua gente. Porque a sua nobreza não tem por origem fidalgotes portugueses, melancólicos ou sem fortuna que para cá vinham. Ao contrário, tem por origem a classe popular de Portugal, que trazia consigo uma vontade inabalável de melhorar de vida, valendo-se de suas características naturais, como o amor ao trabalho e a intrepidez. Era o melhor do espírito português, tão decantado por Camões, que se trasladou para o outro lado do Atlântico. Acabaram por formar uma nova classe social, a chamada nobreza da terra que, ao longo de séculos de trabalho fecundo, amealhou respeito e poder, encontrando-se perfeitamente formada e estabelecida em São Paulo já no século XVII. Portanto, mais antiga e tradicional que muitas das atuais nobrezas europeias. | ” |